# Зафеирис, Христос
Христос Зафеирис (норв. Christos Zafeiris; род. 23 февраля 2003, Афины) — норвежский и греческий футболист, полузащитник клуба «Славия» и сборной Греции.
Зафеирис родился в Греции и в возрасте 9 лет переехал в Норвегию.

## Клубная карьера
Зафеирис — воспитанник клубов «Форнебу», «Лиллестрём», «Фьельямар» и «Волеренга». В 2020 году он подписал контракт с «Грорудом», за который начал выступать в том же году. Летом 2021 года Христос перешёл в «Хёугесунн», подписав контракт на 4,5 года, но на полгода остался в «Гроруде» на правах аренды. В начале 2022 года Зафеирис присоединился к новой команде. 3 апреля в матче против «Саннефьорда» он дебютировал в Типпелиге. 24 июля в поединке против «Сарпсборг 08» Христос забил свой первый гол за «Хёугесунн».
В начале 2023 года Зафеирис перешёл в пражскую «Славию». Сумма трансфера составила 2,6 млн евро.